# Питок, Джон Пол
Джон Пол Пи́ток (англ. John Paul Pitoc; 5 марта 1974, Куинс, Нью-Йорк, Нью-Йорк, США) — американский актёр.

## Биография и карьера
Джон Пол Питок родился 5 марта 1974 года в Куинсе (Нью-Йорк, штат Нью-Йорк, США). Его мать — колумбийска, а отец — венгерского происхождения (родился в Трансильвании, Румыния, где проживает много венгров). Окончила престижную среднюю школу Ксавьера в Нью-Йорке в 1992 году, где он был вице-президентом своего класса. Учился в Нью-Йоркском университете, в котором получил степень бакалавра в 1996 году, и Консерватории Стеллы Адлер и очень активно работал на нью-йоркской театральной сцене.
Его дебютным фильмом стала популярная независимая картина «Трюк», в котором он сыграл роль Марка, экзотического танцора в гей-баре. С тех пор сыграл более 30-ти ролей в кино и на телевидении, снимается в рекламе.

## Избранная фильмография
| Год       |    | Русское название                  | Оригинальное название          | Роль                      |
| --------- | -- | --------------------------------- | ------------------------------ | ------------------------- |
| 1999      | ф  | Трюк                              | Trick                          | Марк                      |
| 2002      | с  | C.S.I.: Место преступления        | CSI: Crime Scene Investigation | Микеланджело              |
| 2002—2003 | с  | Клиент всегда мёртв               | Six Feet Under                 | Парень в крематории / Фил |
| 2003      | с  | Полиция Нью-Йорка                 | NYPD Blue                      | Рэйф Бассет               |
| 2003      | с  | Детектив Раш                      | Cold Case                      | Брэд Мейер                |
| 2004      | ф  | Особь 3                           | Species III                    | Хастингс                  |
| 2005      | с  | Расследование Джордан             | Crossing Jordan                | Кирк Хэммонд              |
| 2006—2007 | с  | Говорящая с призраками            | Ghost Whisperer                | Джаред                    |
| 2007      | с  | Кости                             | Bones                          | Дрю Харпер                |
| 2008      | с  | 4исла                             | Numbers                        | 2BY4                      |
| 2008      | с  | C.S.I.: Место преступления Майами | CSI: Miami                     | Тим Эриксон               |
| 2009      | с  | Анатомия страсти                  | Grey's Anatomy                 | Билли Шиэн                |
| 2009      | с  | Касл                              | Castle                         | Дариус Лэнгли             |
| 2010      | с  | Молодые и дерзкие                 | The Young and the Restless     | Volcano Freak             |
| 2014      | с  | Легенды                           | Legends                        | Кенни                     |
| 2014      | ки | The Crew                          | The Crew                       | Винсент                   |
| 2019      | ки | Days Gone                         | Days Gone                      | Тейлор                    |